# Courage de mari
Courage de mari è un cortometraggio del 1903 diretto da Georges Hatot.

## Trama
Una signora è sola con il suo amante. Ad un certo punto un rumore proviene dalle scale, è il marito. L'amante per nascondersi nota una pelle d'orso che adorna la stanza, l'unica cosa che gli viene in mente è mettersi li sotto. Il marito entra e mentre bacia sua moglie, nota che la pelle d'orso si avvia verso la porta. Il marito è terrorizzato, ma coraggiosamente raggiunge la pelle d'orso lasciata sul pianerottolo dall'amante, che nel frattempo se l'è svignata. Una volta recuperata la pelle d'orso la porta a sua moglie che ride perché il marito non si è accorto di nulla.

## Titolo alternativo
- U.K. e U.S.: A Courageous Husband